# Ferdinand Barth (Maler)
Ferdinand Barth (* 17. Januar 1902 in Darmstadt; † 11. Dezember 1979 in Lautertal) war ein deutscher Maler.

## Leben
Ferdinand Barth wurde 1902 in Darmstadt geboren. Sein künstlerisches Talent wurde relativ früh von seinen Lehrern erkannt. Die von Adolf Beyer organisierte Ausstellung anlässlich des 70. Geburtstages von Eugen Bracht, die 1912 in Darmstadt stattfand, soll den 10-jährigen Jungen maßgeblich beeinflusst haben. Barth besuchte das Ludwig-Georgs-Gymnasium in Darmstadt und machte dort nach dem Ersten Weltkrieg das Abitur. 
Nach der Schule besuchte er zunächst die Malschule von Adolf Beyer und Ludwig Habich in Darmstadt. Anschließend wechselte er an die Staatliche Hochschule für Bildende Künste – Städelschule in Frankfurt am Main. 1924 ging er an die Malschule von Carl von Marr in München. Bis zu seiner Rückkehr nach Darmstadt im Jahre 1932 unternahm er zahlreiche Studienreisen. In diese Zeit fiel auch ein vergeblicher Versuch, sich als Schauspieler zu etablieren.
Barth war künstlerisch vielseitig tätig. Er illustrierte naturwissenschaftliche und geografische Werke, erhielt zahlreiche Porträtaufträge, fertigte Wandmalereien und restaurierte Gemälde und Möbel. Bekannt wurde er vor allem durch zahlreiche Ansichten von Darmstadt und der Landschaft in der näheren Umgebung. Er hinterließ ein durchnummeriertes Werk mit über 10.000 Bildern.  
Von 1932 bis zu seinem Tod 1979 lebte er abwechselnd in Darmstadt und in Gadernheim, einem Dorf der Gemeinde Lautertal im Odenwald. Er starb im Dezember 1979 im Alter von 77 Jahren in Gadernheim. Ferdinand Barth wurde auf dem Waldfriedhof Darmstadt (Grabstelle: R 3b 5) bestattet. Er war mit der Bühnenkünstlerin Alma Liwowski verheiratet.